# UE Santa Coloma
Az UE Santa Coloma andorrai labdarúgócsapat az Andorra la Vella-i közösség Santa Coloma falucskájából, mindössze 2 kilométerre az ország fővárosától, Andorra la Vellától.
1995-től 2007-ig az FC Santa Coloma tartalékcsapataként szerepelt, jelenleg andorrai élvonal tagja.

## Sikerei
- Andorrai labdarúgó-bajnokság (Primera Divisió)
  - Ezüstérmes (1 alkalommal): 2010

- Andorrai kupa (Copa Constitució)
  - Győztes (3 alkalommal): 2013, 2016, 2017
  - Ezüstérmes (2 alkalommal): 2010, 2011

## Eredményei

### Bajnoki múlt
Az UE Santa Coloma a 2010–11-es szezonig összesen 3 bajnoki évet töltött az andorrai labdarúgó-bajnokság élvonalában.
| Idény   | Helyezés |
| ------- | -------- |
| 2008–09 | 5. hely  |
| 2009–10 | 2. hely  |
| 2010–11 | 4. hely  |
| 2011–12 |          |

### Nemzetközikupa-szereplés

#### Összesítve
| Kupa        | M | GY | D | V | LG–KG |
| ----------- | - | -- | - | - | ----- |
| Európa-liga | 4 | 0  | 0 | 4 | 0–10  |
| Összesen    | 4 | 0  | 0 | 4 | 0–10  |

#### Szezonális bontásban
| Kupa        | Szezon    | Forduló         | Ellenfél | 1. mérk. | 2. mérk. | Össz. |
| ----------- | --------- | --------------- | -------- | -------- | -------- | ----- |
| Európa-liga | 2010–2011 | 2. selejtezőkör | Mogren   | 0–3      | 0–2      | 0–5   |
| Európa-liga | 2011–2012 | 1. selejtezőkör | Paksi FC | 0–1      | 0–4      | 0–5   |

Megjegyzés: Az eredmények minden esetben az UE Santa Coloma szempontjából értendők, a dőlten írt mérkőzést hazai pályán játszotta.